# 2ТЭ126
Тепловоз 2ТЭ126 — советский магистральный грузовой тепловоз.
В 1987 году на базе тепловоза ТЭ136 был изготовлен опытный двухсекционный грузовой тепловоз 2ТЭ126-0001. Каждая секция тепловоза имеет шестнадцатицилиндровый дизель мощностью 6000 л.с.; диаметр и ход поршней дизеля 320 мм. Кузов секции опирается на две пятиосные тележки, каждая из которых состоит из двух двухосных тележек и бегунковой колесной пары; бегунковые колесные пары расположены по концам каждой секции. Тяговые электродвигатели имеют опорно-рамную подвеску; питаются они выпрямленным током от синхронных тяговых генераторов. При длительном режиме сила тяги тепловоза составляет 2×48000 кг, а скорость 25,6 км/ч. Конструкционная скорость тепловоза 100 км/ч, масса 2×230 т. Тепловоз 2ТЭ126-0001 демонстрировался на выставке «Железнодорожный транспорт — 89».

## Судьба локомотива
После распада СССР тепловоз вернулся на Украину, на Луганский (Ворошиловградский) завод. Уникальный локомотив оказался невостребованным, и долгое время стоял на территории завода в заброшенном состоянии. Последняя известная фотография с ним датирована маем 1998 года. При транспортировке тепловоза в горячем состоянии, произошёл пожар, одна секция полностью выгорела, а вторая была перевезена в Хабаровск  в ДВГУПС лабораторный корпус и разобрана для обучения студентов.